# ナンバー・ワンズ (ABBAのアルバム)
| 専門評論家によるレビュー          | 専門評論家によるレビュー |
| レビュー・スコア                  | レビュー・スコア         |
| 出典                              | 評価                     |
| --------------------------------- | ------------------------ |
| The Encyclopedia of Popular Music | [ 1 ]                    |

『ナンバー・ワンズ』はスウェーデンの音楽グループ、ABBAの2006年に発売されたコンピレーション・アルバム。

## 解説
『アバ・ゴールド』がABBAの曲の中でも人気と認知度が高い曲を集めたものであるのに対して、本作は各国で首位を獲得した曲のみを18曲収録している。しかし『アバ・ゴールド』に収録されていて本作に収録されていないのは「ダズ・ユア・マザー・ノウ」「レイ・オール・ユア・ラヴ・オン・ミー」「サンキュー・フォー・ザ・ミュージック」のみとなった。
イギリスでは「サマー・ナイト・シティ」が1994年のボックス・セット『アバ・ボックス』で初収録となっていたフル・レンス・ヴァージョンに差し替えられ、同国で大きなヒットになっていない「リング・リング」も追加収録された。
さらにイギリスではABBAの首位獲得アルバムから選ばれた12曲を収録したボーナス・ディスクを付属した限定盤も発売された。
台湾では「アイ・ハヴ・ア・ドリーム」が終わった後に「アバ・リミックス」と題された全18曲をメドレーで繋いだ3分31秒の隠しトラックが収録されている。
日本ではDVD版のみ発売された。

## トラックリスト

### インターナショナル盤
1. ギミー!ギミー!ギミー!
2. マンマ・ミーア
3. ダンシング・クイーン
4. スーパー・トゥルーパー
5. SOS
6. サマー・ナイト・シティ
7. マネー、マネー、マネー
8. ザ・ウィナー
9. チキチータ
10. ワン・オブ・アス
11. ノウイング・ミー・ノウイング・ユー
12. ヴーレ・ヴー
13. 悲しきフェルナンド
14. 恋のウォータールー
15. きらめきの序曲
16. アイ・ドゥ、アイ・ドゥ
17. テイク・ア・チャンス
18. アイ・ハヴ・ア・ドリーム

### UK盤
1. ギミー!ギミー!ギミー!
2. マンマ・ミーア
3. ダンシング・クイーン
4. スーパー・トゥルーパー
5. SOS
6. サマー・ナイト・シティ（エクステンデッド・ヴァージョン）
7. マネー、マネー、マネー
8. ザ・ウィナー
9. チキチータ
10. ワン・オブ・アス
11. ノウイング・ミー・ノウイング・ユー
12. ヴーレ・ヴー
13. 悲しきフェルナンド
14. 恋のウォータールー
15. リング・リング
16. きらめきの序曲
17. アイ・ドゥ、アイ・ドゥ
18. テイク・ア・チャンス
19. アイ・ハヴ・ア・ドリーム

### UK盤 ボーナス・ディスク
1. ホエン・アイ・キスド・ア・ティーチャー
2. ホール・イン・ユア・ソウル
3. 皆なで踊ろう
4. ミー・アンド・アイ
5. ザ・キング・ハズ・ロスト・ヒズ・クラウン
6. ロック・ミー
7. タイガー
8. アイ・ワンダー（デパーチャー）
9. 見知らぬ街の少女
10. アワ・ラスト・サマー
11. キッスィズ・オブ・ファイア
12. スリッピング・スルー

## チャート
| チャート (2006年)            | 最高 順位 |
| ---------------------------- | --------- |
| ベルギー (Ultratop Wallonia) | 100       |
| ドイツ (Offizielle Top 100)  | 24        |
| UK アルバムズ (OCC)          | 15        |

| チャート (2007年)                      | 最高 順位 |
| -------------------------------------- | --------- |
| ベルギー (Ultratop Flanders)           | 80        |
| オランダ (MegaCharts)                  | 47        |
| フィンランド (Suomen virallinen lista) | 11        |
| ニュージーランド (RMNZ)                | 1         |
| ポーランド (ZPAV)                      | 22        |
| スウェーデン (Sverigetopplistan)       | 20        |
| スイス (Schweizer Hitparade)           | 53        |

| チャート (2008年)     | 最高 順位 |
| --------------------- | --------- |
| オーストラリア (ARIA) | 36        |
| チェコ (ČNS IFPI)     | 46        |
| ノルウェー (VG-lista) | 25        |

| チャート (2006年)       | 最高順位 |
| ----------------------- | -------- |
| イギリス (OCC)          | 158      |
| チャート (2007年)       | 最高順位 |
| ニュージーランド (RMNZ) | 41       |

## 認定
| 国/地域                                                                                  | 認定     | 認定/売上数 |
| ---------------------------------------------------------------------------------------- | -------- | ----------- |
| オーストラリア (ARIA) video                                                              | Platinum | 15,000^     |
| ドイツ (BVMI)                                                                            | Gold     | 100,000     |
| ニュージーランド (RMNZ) DVD                                                              | Gold     | 2,500^      |
| ポーランド (ZPAV)                                                                        | Gold     | 10,000*     |
| ロシア (NFPF)                                                                            | Platinum | 20,000*     |
| イギリス (BPI)                                                                           | Gold     | 100,000^    |
| * 認定のみに基づく売上数 · ^ 認定のみに基づく出荷枚数 · 認定のみに基づく売上数と再生回数 |          |             |